# Цзинь (царство)
Цзинь (кит. трад. 晉, упр. 晋, пиньинь Jìn) — удельное царство эпохи Вёсен и Осеней в Древнем Китае, находившееся преимущественно к северу от реки Хуанхэ, основная территория которого лежала в современной провинции Шаньси. Царство Цзинь было одним из самых могущественных в эпоху Вёсен и Осеней.
Государство Цзинь основал Тан Шу-Юй, ведущий происхождение из царского рода династии Чжоу. Распад царства Цзинь считается концом периода Вёсен и Осеней.

## Столицы
Царство Цзинь меняло столицу несколько раз. Первоначально столицей был город Тан (唐), остатки которого сохранились на территории современного города Цюцунь (曲村).
Позднее столица была перенесена в город Е (鄂), потом в город Цзян (绛), потом в Синьтянь (新田), остатки которого находятся на территории современного городского уезда Хоума городского округа Линьфэнь провинции Шаньси.

## Вэнь-гун
Из правителей царства Цзинь особенно прославился Вэнь-гун (личное имя Чжунъэр), который правил в 636—628 годах до н. э.. Будучи вторым сыном, он не считался основным претендентом на трон. Опасаясь за свою жизнь, он бежал в царство Цинь, когда правил его старший брат Хуэй-гун, и вернулся только после его смерти.
Став князем (гуном), он сделал царство Цзинь могущественным и одержал много военных побед. Он восстановил чжоуского вана на троне, потом победил царство Чу в битве при Чэнпу в 632 году до н. э. и получил от чжоуского вана титул "ба" (гегемон) - главы союзных князей. Он действовал в союзе с царством Цинь, при заключении пакта о дружбе они поставили монументы дружбы. Роды, правившие в царствах Цинь и Цзинь, соединялись браками между собой и возникли даже чэнъюй «гармония между Цинь и Цзинь» (кит. упр. 秦晋之好, палл. цинь цзинь чжи хао) и выражение «Цинь и Цзинь» (кит. трад. 秦晉, упр. 秦晋), означающие брачный союз.

## Распад

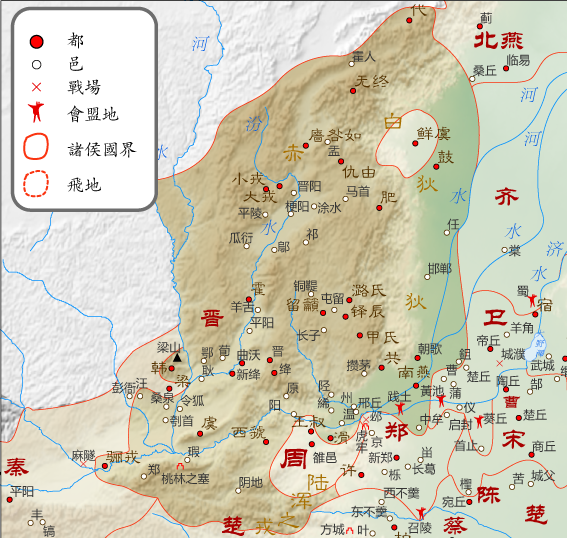
Территория царства Цзинь.

К концу периода Вёсен и Осеней мощь царства Цзинь ослабла из-за междоусобиц. Власть номинально правящей династии в течение VII века до н. э. неуклонно ослабевала и к началу VI века до н. э. царством стали управлять шесть министров из шести родов (六卿). К началу периода Сражающихся царств в силе осталось четыре рода — Чжи (智), Вэй  (魏), Чжао (趙) и Хань (韓), разделивших между собой владения уничтоженных после поднятого в 497 году до н. э. мятежа кланов Фань (范) и Чжунхан (中行). При этом в Цзинь стал доминировать род Чжи, оказывавший решающее влияние на номинально правящую царскую династию.  В 454 году до н. э. цзиньский Чу-гун разгневался на узурпировавшие его власть четыре сановных рода и обратился к правителям княжеств Ци и Лу с предложением напасть на них, чтобы восстановить свою власть над царством. Узнав об этом, правители кланов сами совместно напали на Чу-гуна. Тот бежал в царство Ци, но в дороге умер. Тогда Чжи Бо Яо (智伯瑤, Zhi Bo Yao), глава клана Чжи, поставил у власти в Цзинь правнука Чжао-гуна по имени Цзяо, который стал цзиньским Ай-гуном. Захватив фактическую власть в царстве и будучи очень заносчивым, он в 454 году до н. э. потребовал от трёх других родов отдать ему земли, доставшиеся им при разделе земель мятежников. Вэй и Хань подчинились, но клан Чжао отказался это сделать. Тогда клан Чжи, заставив Вэй и Хань присоединиться к нему, осадил клан Чжао в Цзиньяне (сейчас город Тайюань в провинции Шаньси). Однако устранить род Чжао ему не удалось: Вэй и Хань ему не доверяли из-за его агрессивности и жестокости, и заключили сепаратный договор с Чжао. 8 мая 453 года до н. э. соединённые силы кланов Чжао, Вэй и Хань внезапно атаковали клан Чжи и полностью уничтожили его. Земли Чжи были в равных долях поделены между тремя кланами-победителями. Это был фактический распад некогда могущественного государства Цзинь.
Юридически это было оформлено ровно через полвека, когда в 403 году до н. э. три рода договорились о разделении страны на три независимых государства, этот момент в истории называется «Три семьи разделили Цзинь» (三家分晉). В том же году правители трёх царств Хань, Чжао и Вэй получили титулы хоу (侯) (графа) наравне с правителем прежней цзиньской династии, три новых государства стали называться «три Цзинь» (三晉). До 376 года до н. э. существовало ещё формальное государство Цзинь на небольшой территории, которая была потом поделена между «тремя Цзинь». Все эти три царства играли большую роль в истории последующего периода Сражающихся царств.

## Дом княжества Цзинь
Описан в гл.39 «Исторических записок» Сыма Цяня.
| Титул правления                 | Имя                | Длительность правления | Начало правления  | Конец правления  |
| Тан Шу-юй (唐叔虞)              | Цзи Юй 姬虞        |                        | 1042 год до н. э. |                  |
| Хоу-се (晋侯燮)                 | Цзи Се 姬燮        |                        |                   |                  |
| У-хоу (晋武侯)                  | Цзи Нин-цзу 姬宁族 |                        |                   |                  |
| Чэн-хоу (晋成侯)                | Цзи Фу-жэнь 姬服人 |                        |                   |                  |
| Ли-хоу (晋厉侯)                 | Цзи Фу 姬福        |                        |                   | 859 год до н. э. |
| Цзин-хоу (晋靖侯)               | Цзи И-цзю 姬宜臼   | 18                     | 858 год до н. э.  | 841 год до н. э. |
| Си-хоу (晋釐侯, 晋僖侯)         | Цзи Сы-ту 姬司徒   | 18                     | 840 год до н. э.  | 823 год до н. э. |
| Сянь-хоу (晋献侯)               | Цзи Цзи 姬籍       | 11                     | 822 год до н. э.  | 812 год до н. э. |
| Му-хоу (晋穆侯)                 | Цзи Фо-ван 姬费王  | 27                     | 811 год до н. э.  | 785 год до н. э. |
| Шан-шу (晋殇叔)                 | Цзи Шан 姬殤       | 4                      | 784 год до н. э.  | 781 год до н. э. |
| Вэнь-хоу (晉文侯)               | Цзи Чоу 姬仇       | 35                     | 780 год до н. э.  | 746 год до н. э. |
| Чжао-хоу (晋昭侯)               | Цзи Бо 姬伯        | 06                     | 745 год до н. э.  | 740 год до н. э. |
| Сяо-хоу (晋孝侯)                | Цзи Пин 姬平       | 16                     | 739 год до н. э.  | 724 год до н. э. |
| Ао-хоу (晋鄂侯)                 | Цзи Ци 姬卻        | 06                     | 723 год до н. э.  | 718 год до н. э. |
| Ай-хоу (晋哀侯)                 | Цзи Гуан 姬光      | 09                     | 717 год до н. э.  | 709 год до н. э. |
| Сяоцзы-хоу(晋小子侯)            | Цзи Сяоцзы 姬小子  | 04                     | 708 год до н. э.  | 705 год до н. э. |
| Хоу-минь (晉侯緡)               | Цзи Минь 姬缗      | 27                     | 704 год до н. э.  | 678 год до н. э. |
| У-гун (曲沃武公,晋武公)         | Цзи Чэн 姬成师     | 39                     | 715 год до н. э.  | 677 год до н. э. |
| Сянь-гун (晋献公)               | Цзи Гуйчжу 姬诡诸  | 26                     | 676 год до н. э.  | 651 год до н. э. |
| Хуэй-гун (晋惠公)               | Цзи Иу 姬夷吾      | 14                     | 650 год до н. э.  | 637 год до н. э. |
| Хуай-гун (晋懷公)               | Цзи Юй 姬圉        | 0                      | 637 год до н. э.  |                  |
| Вэнь-гун (晋文公)               | Цзи Чжунэр 姬重耳  | 09                     | 636 год до н. э.  | 628 год до н. э. |
| Сян-гун (晋襄公)                | Цзи Хуань 姬欢     | 07                     | 627 год до н. э.  | 621 год до н. э. |
| Лин-гун (晋灵公)                | Цзи Игао 姬夷皋    | 14                     | 620 год до н. э.  | 607 год до н. э. |
| Чэн-гун (晋成公)                | Цзи Хэйдянь 姬黑臀 | 07                     | 606 год до н. э.  | 600 год до н. э. |
| Цзин-гун (晋景公)               | Цзи Цзюй 姬据      | 19                     | 599 год до н. э.  | 581 год до н. э. |
| Ли-гун (晉厲公)                 | Цзи Шоумань 姬寿曼 | 08                     | 580 год до н. э.  | 573 год до н. э. |
| Дао-гун (晋悼公)                | Цзи Чжоу 姬周      | 15                     | 572 год до н. э.  | 558 год до н. э. |
| Пин-гун (晋平公)                | Цзи Бяо 姬彪       | 26                     | 557 год до н. э.  | 532 год до н. э. |
| Чжао-гун (晋昭公)               | Цзи И 姬夷         | 06                     | 531 год до н. э.  | 526 год до н. э. |
| Цин-гун (晋顷公)                | Цзи Цюйцзи 姬弃疾  | 14                     | 525 год до н. э.  | 512 год до н. э. |
| Дин-гун (晋定公)                | Цзи У 姬午         | 37                     | 511 год до н. э.  | 475 год до н. э. |
| Чу-гун (晋出公)                 | Цзи Цзо 姬凿       | 23                     | 474 год до н. э.  | 452 год до н. э. |
| Ай-гун (晋哀公, 晉懿公, 晉敬公) | Цзи Цзяо 姬骄      | 18                     | 451 год до н. э.  | 434 год до н. э. |
| Ю-гун (晋幽公)                  | Цзи Лю 姬柳        | 18                     | 433 год до н. э.  | 416 год до н. э. |
| Ле-гун (晋烈公)                 | Цзи Чжи 姬止       | 27                     | 415 год до н. э.  | 389 год до н. э. |
| Сяо-гун (晋孝公)或晋桓公        | Цзи Ци 姬颀        | 32                     | 388 год до н. э.  | 357 год до н. э. |
| Цзин-гун II (晋静公)            | Цзи Цзюйцзю 姬俱酒 | 8                      | 356 год до н. э.  | 349 год до н. э. |